# Родич Андрій Ігорович

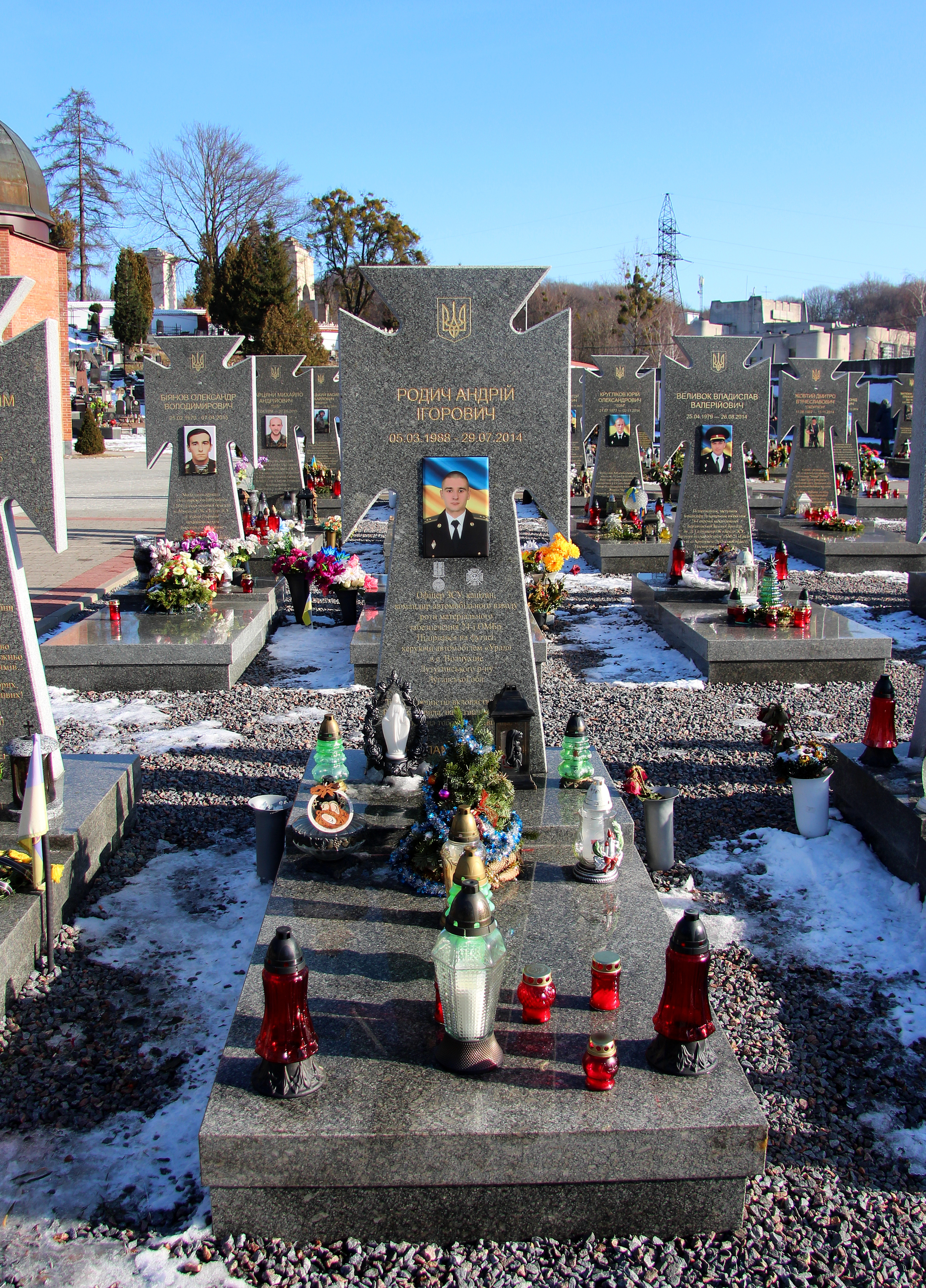

Андрі́й І́горович Ро́дич (5 березня 1988 — 29 липня 2014) — капітан (посмертно) 24-ї окремої механізованої бригади Збройних сил України, учасник російсько-української війни.

## Життєпис
Народився 1988 року в місті Львів. Закінчивши 2004 року 9 класів Львівської СШ № 73, навчався у Ліцеї імені Героїв Крут — закінчив 2006-го. 2011 року закінчив Академію Сухопутних військ імені гетьмана Петра Сагайдачного — за спеціальністю «автомобільна техніка військ». На другому курсі академії одружується з Вікторією, з якою знайомий ще зі шкільних років.
Командир автомобільного взводу (підвозу боєприпасів) роти забезпечення, 24-та окрема механізована бригада. З весни 2014-го брав участь у боях на сході України.
29 липня 2014 року підірвався на фугасі, керуючи автомобілем «Урал».
Вдома залишилися батьки Оксана й Ігор Родичі, дружина Вікторія та донька Вероніка 2007 р.н.
Похований у Львові 14 серпня 2014-го на полі почесних поховань № 76 Личаківського кладовища.

## Нагороди
14 листопада 2014 року за особисту мужність і героїзм, виявлені у захисті державного суверенітету та територіальної цілісності України, вірність військовій присязі під час російсько-української війни, відзначений — нагороджений орденом Богдана Хмельницького ІІІ ступеня (посмертно).